# Лисьнево-Сераковицьке
Лисьнево-Сераковицьке (пол. Łyśniewo Sierakowickie) — село в Польщі, у гміні Сераковиці Картузького повіту Поморського воєводства.
Населення — 564 особи (2011).
У 1975—1998 роках село належало до Гданського воєводства.

## Демографія
Демографічна структура станом на 31 березня 2011 року:
|          | Загалом | Допрацездатний вік | Працездатний вік | Постпрацездатний вік |
| -------- | ------- | ------------------ | ---------------- | -------------------- |
| Чоловіки | 295     | 92                 | 181              | 22                   |
| Жінки    | 269     | 82                 | 144              | 43                   |
| Разом    | 564     | 174                | 325              | 65                   |